# Alexis Herman
Alexis Margaret Herman, (Mobile, 16 de julio de 1947–25 de abril de 2025), fue una socióloga y política estadounidense.

## Biografía
Formada en la Xavier University de Luisiana, trabajó para las organizaciones de caridad católicas en apoyo a la búsqueda de empleo para mujeres. Jimmy Carter la conoció en Atlanta, Georgia, en el desarrollo de la campaña para las presidenciales y, tras la victoria electoral en 1977 la nombró directora de la Oficina de la Mujer del Departamento de Empleo. En 1992 fue responsable de la organización de la Convención Nacional Demócrata. Tras la victoria de Bill Clinton, fue nombrada vicedirectora de la Oficina de Transición Presidencial y más tarde en la Oficina de Relaciones Públicas de la Casa Blanca. En el segundo mandato de Clinton fue designada Secretaria de Trabajo. Con la victoria de George W. Bush fue reemplazada por Elaine Chao.